# Monumento nazionale ai caduti per la bonifica dei campi minati
Il Monumento nazionale ai Caduti per la bonifica dei campi minati, in forma abbreviata denominato Monumento nazionale ai Caduti BCM, è un'opera inaugurata nel 1984 a Castel Bolognese.

## Il progetto
Autore del progetto e direttore dei lavori per la costruzione del Monumento nazionale ai Caduti BCM è l'architetto Erminio Pietro Nicolamaria Ferrucci. Fin dalle prime ipotesi progettuali, elaborate già nel 1979, l’evoluzione delle diverse proposte dimostra tutta la complessità ideativa di un Celebrativo che, dovendo soddisfare le aspettative del Comitato promotore (costituitosi per la realizzazione di una grande opera d’arte: una vera e propria “architettura d’avanguardia” destinata a tale funzione celebrativa e con linee formali determinate anche quale rinvio citazionale al tipo costruttivo cosiddetto a bunker), avrebbe trovato infine la propria essenza nelle indicazioni morfologiche – decostruttiviste e brutaliste – del progetto definitivo ultimato nel 1983 (quindi dopo una annosa e complessa vicenda progettuale), con il plauso entusiasta di tutti i Membri del Comitato promotore.
Progettato per essere inserito nel Largo urbano intitolato a Nicola da Castel Bolognese, luogo dove, durante una recente campagna di bonifica, era rimasto ucciso uno sminatore nell'esplosione di una mina nascosta nel terreno, in effetti il Monumento nazionale ai Caduti BCM si configura come esemplare di opera decostruttivista, una delle prime (forse la prima) in Italia, per l’autonomia di espressione, per il messaggio culturale che propone e per il periodo nel quale si colloca. Rimarcando la propria integrale estraneità ai linguaggi architettonici già codificati, in esso le opposizioni tra distruzione e ricostruzione, tra bene e male, tra ordine e caos, si dissolvono e si ricompongono in strutture diverse per forma, significato e valore, che destabilizzano i primari rapporti dell’architettura: inizio/fine, struttura/scultura, funzione/ornamento, regolare/irregolare.

## L'architettura
Radicandosi entro il contesto culturale della contemporaneità più avvertita, il Monumento nazionale ai Caduti BCM prospetta una architettura in grado di corrispondere alle numerose istanze poste in essere dalla committenza, e si compone dall’insieme di sette grandi blocchi realizzati in cemento armato, con volumi differenti tra loro e con caratteri delle superfici sia lisce che ruvide, diversificate per conseguire significati plastici distinti. Come si evince dalla Relazione Tecnica del progettista, allo scopo di alleggerire il peso dei sette blocchi di cemento armato sono state utilizzate casserature interne ed esterne. Entro la combinazione dei corpi di fabbrica, dove alcuni blocchi mostrano un andamento maggiormente verticale, la cui altezza massima raggiunge i sei metri, è collocata la scultura che rappresenta un alberello dai rami scarni, privi di foglie e di frutti ma gremiti di colombe: è L’albero della Pace, opera in bronzo realizzata da Angelo Biancini.

## L'inaugurazione
Per l’inaugurazione del monumento si è costituito un Comitato d’Onore a cui partecipavano, tra gli altri, il Presidente della Repubblica Italiana, il Presidente del Senato, il Presidente della Camera dei Deputati, il Presidente del Consiglio dei Ministri, il Ministro della Difesa e, infine, il Capo di Stato Maggiore della Difesa. Auspice della realizzazione del monumento – ultimato nel febbraio e inaugurato il 15 aprile 1984 – è stato il Presidente della Repubblica Sandro Pertini che, non potendo presenziare alla cerimonia per ragioni di salute, in quell'occasione ha inviato al Comitato promotore un lungo telegramma che si conclude con il seguente monito solenne:

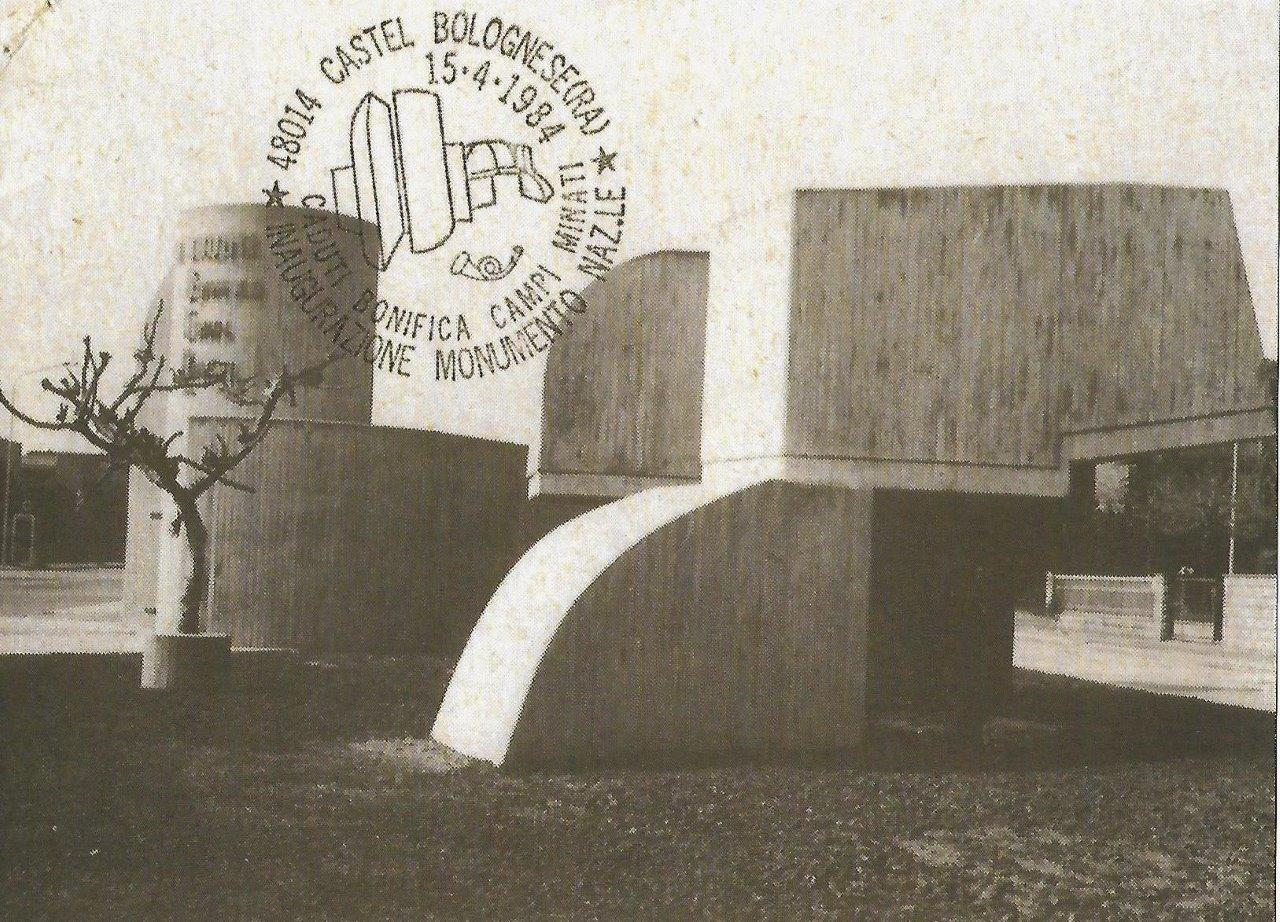
15 aprile 1984 – Cartolina postale con l’immagine del Monumento nazionale ai Caduti BCM.

Al fine di celebrare tale evento, il Ministero delle Poste e delle Telecomunicazioni ha emesso una cartolina postale con l’immagine del Complesso monumentale e, inoltre, uno speciale annullo postale nel quale sono appena tracciate le linee formali innovative di questo organismo architettonico. L’annullo postale, con fascia a doppia iscrizione, recita:
«48014 Castel Bolognese (RA) – Inaugurazione Monumento Naz.le» [Dicitura esterna]
«15.4.1984 – Caduti Bonifica Campi Minati» [Dicitura interna]

## Il ventennale
I rastrellatori di mine, che si sacrificarono dichiarando «guerra alla guerra», furono le prime vittime decedute per la ricostruzione del Paese in tempo di pace. Al fine di rinnovare e consolidare il ricordo degli sminatori periti nelle azioni di bonifica, l’Amministrazione comunale, unitamente al Comitato antifascista di Castel Bolognese, ha istituito un giorno di celebrazioni in occasione del ventennale del monumento nazionale intitolato alla memoria di quei Caduti; celebrazioni che si sono svolte in data 19 aprile 2004 dinanzi al complesso monumentale e alla presenza delle autorità, della cittadinanza e, inoltre, con la partecipazione degli alunni e dei docenti delle classi V Elementare e III Media dell'Istituto Comprensivo "C. Bassi" che hanno letto testimonianze, intonato inni e canti, recitato poesie e prose. Richiamando alla memoria collettiva il valore eroico di quegli uomini, il monumento ne rievoca il ricordo affinché resti intatto e venga recepito dalle giovani generazioni. Con l’auspicio che, le giovani generazioni, ne sappiano trarre fonte di ispirazione per «sentimenti di amore, pace, rispetto e dovere verso tutti gli altri uomini».

### Fonti bibliografiche essenziali
- (IT, EN) Anna Gioia, Decostruttivismo urbano. A colloquio con Erminio Ferrucci autore del monumento nazionale ai caduti per la bonifica dei campi minati di Castel Bolognese, in Urban Design, n. 18, febbraio 2008.
- Maria Giulia Marziliano, deCostruire un Luogo dell'incontro e della memoria: il Monumento Nazionale ai Caduti per la Bonifica dei Campi Minati, Rimini, Maggioli Editore, 2007, ISBN 9788838738395.
Il libro è pubblicato con il patrocinio di ANGET – Associazione Nazionale Genieri e Trasmettitori d’Italia; e con il patrocinio di FSP – Fondazione Sandro Pertini.
- Franco Gaglio, Coloro che dichiararono guerra alla guerra - Intervento di Franco Gaglio, sindaco di Castel Bolognese dal 1975 al 1985, in 59° della Liberazione 12-25 aprile 1945-2004, Programma delle cerimonie, Castel Bolognese, aprile 2004.
Fascicolo stampato a cura del Settore Affari Generali del Comune di Castel Bolognese.

### Ulteriori letture
Si riporta di seguito un elenco di ulteriori pubblicazioni che possono essere ritenute utili per affrontare l’argomento.
- Balzani M., Il monumento decostruttivista che volle il presidente Pertini, in Paesaggio urbano, n. 6, novembre-dicembre 2007.
- Balzani M., Monumento Nazionale ai Caduti per la Bonifica dei Campi Minati, in Architetti: idee, cultura e progetto, n. 10, ottobre 2007.
- Bernard V., «Mine e territorio: una bonifica dimenticata», Scritto sul Monumento Nazionale ai Caduti per la Bonifica dei Campi Minati (16 maggio 2008), in Ambiente Territorio. Cultura dell’ambiente e scienza del territorio, n. 4, agosto 2008.
- Conti G., Monumento agli sminatori. È stato inaugurato ieri alla periferia di Castel Bolognese. Ricorda il sacrificio degli uomini che bonificarono i campi minati, in il Resto del Carlino, 16 aprile 1984.
- Duttili M., Il saluto degli sminatori di Imola, in Castel Bolognese Notizie, periodico dell’Amministrazione comunale, n. 2, anno V, aprile 1985.
- Ferrucci E., L’immagine della città: il centro storico oltre l’arredo urbano / La riqualificazione delle periferie, in Parametro, Mensile internazionale di architettura e urbanistica, n. 162, dicembre 1987.
- Gaspardone C., Il monumento nazionale ai Caduti per la bonifica dei campi minati, in ANGET Notiziario dell’Associazione Nazionale Genieri e Trasmettitori d’Italia, n. 4, dicembre 2007.
- Marziliano M.G., Il Monumento Nazionale ai Caduti per la Bonifica dei Campi Minati, Sintesi di una “architettura d’avanguardia”, Estratto di: deCostruire un Luogo dell’incontro e della memoria: il Monumento Nazionale ai Caduti per la Bonifica dei Campi Minati (op.cit.), Faenza-Bologna, Faenza Editrice, Divisione Editoriale GPP, 2007.
- Ordine degli Architetti della Provincia di Ravenna, Ad vocem Erminio Ferrucci, in ARCHITETTI della Provincia di Ravenna, Catalogo della 1ª Rassegna delle opere degli architetti della provincia di Ravenna, Ravenna, Essegi, 1991.
- Redazionale, Monumento ricordo degli sminatori a Castel Bolognese, in L'Unità, 8 gennaio 1984.
- Redazionale, Alle vittime delle mine, in il Resto del Carlino, 15 aprile 1984.
- Redazionale, Ricordando gli sminatori, in il Resto del Carlino, Cronaca di Faenza, 15 aprile 1984.